# Biblioteca da Academia das Ciências de Lisboa
A Biblioteca da Academia das Ciências de Lisboa é uma das mais importantes bibliotecas de Portugal, resultante da reunião do espólio da Academia das Ciências de Lisboa com o da Livraria do Convento de Jesus, entregue pelo Estado à Academia, após a extinção das ordens religiosas em 1834, juntamente com o edifício do convento. A Livraria estava particularmente enriquecida por numerosas obras raras adquiridas durante o período em que esteve sob a responsabilidade do frei Manuel do Cenáculo. Quando em 1777, este ocupou a mitra de Beja, a Livraria serviu, para apoio de atividades da Aula Maynense, criada pelo padre José Mayne em 1792, em colaboração com a Academia, fundada em 1779.

## Espólio
É rica de obras de carácter científico de autores como Johannes Kepler, Isaac Newton, Carlos Lineu, Georges-Louis Leclerc, conde de Buffon e muitos outros autores de renome, bem como de filosofia, teologia, literatura e arte, que incluem incunábulos, manuscritos (cerca de 3 000 exemplares), periódicos, uma inestimável coleção de livros raros dos séculos XIV a XVI, entre outros, num total de aproximadamente 1 000 000 de espécies. Além da documentação portuguesa, estão representadas muitas outras proveniências, sendo de destacar, os núcleos islâmicos e chineses, assim como obras espanholas e de outros países europeus. Uma das peças mais antigas é um pergaminho do início do século XII com uma doação da rainha D. Teresa e seu filho D. Afonso Henriques; outras remontam aos séculos XIV, XV e XVI. O período barroco e neoclássico está igualmente bem representado, sobretudo com espécies que faziam parte da Livraria do Convento de Jesus. Também valioso é o fundo editorial dos séculos XIX e XX, essencialmente nas áreas de história e literatura, uma inestimável coleção de livros raros dos séculos XIV a XVI.
Entre o patrimônio de inestimável valia, que importa preservar, conta-se a magnifica cópia, encomendada por D. Duarte no reinado de D. João I, da Crónica Geral de Espanha de 1344; o Livro de Horas da Condessa de Bertiandos, da primeira metade do século XVI; o Missal de Estêvão Gonçalves Neto (1610 – c. 1620), obra-prima da iluminura portuguesa; o Livro das Armadas, testemunho eloquente das navegações portuguesas, seus êxitos e dramas; o célebre Atlas de Lázaro Luís, também do século XVI (porventura o primeiro a figurar o Japão), entre outros. O espólio está devidamente catalogado, e em grande parte informatizado.

## Instalações
Parte da biblioteca está instalada num imponente salão, em tempos conhecido por “Salão de Pedro Alexandrino” (autor dos frescos do teto) e hoje o Salão Nobre da Academia, que faz parte de um edifício construído após o terramoto de 1755 e acrescentado ao Convento, entretanto reparado dos danos sofridos, tendo sido inaugurado em 1795 por D. João VI. São notáveis a decoração das estantes, o conjunto de pinturas de Pedro Alexandrino, a mesa da Presidência e o friso de bustos de personalidades notáveis que dominam o espaço. A Sala de Leitura aberta, nos termos regulamentares, a académicos, investigadores e ao público em geral, tem prestado excecionais serviços de apoio à investigação em muitos domínios.